# Code Geass機動兵器列表
本列表記載日本動畫《Code Geass 反叛的魯路修》系列及《Code Geass 亡國的阿基德》內登場的機動兵器Knightmare Frame。

## 概要
人型兵器，又名「人型自在戰鬥裝甲騎」，剧中亦存在个别非人型的机体型号。在日文片假名中標示為，是英文騎士牧馬（Knight Mare）的意思在作品播放早期，因跟惡夢英文Nightmare同音，故曾有錯誤中文翻譯為「惡夢機架」，全高約4.5公尺，適合在城市中戰鬥，劇中通稱為『Knightmare（ナイトメア）』，在官方出版物中简称为『KMF』。
特徵是可以發射飛燕爪牙（スラッシュハーケン，一種射出型的鉤索）進行攻擊，或是攀登高處。腳部並搭載有高機走驅動輪這裝置，因此可在地表進行高速移動。駕駛艙也可以作為逃生艙在緊急狀態時彈射出去。

## 不列顛尼亞帝國Knightmare

### 第三世代Knightmare Frame
蓋尼米得（Ganymede）
型式編號：？全高／戰鬥重量：6.32m／7.09t
駕駛員：瑪莉安娜·V·不列顛尼亞、樞木朱雀（STAGE 21）、妮娜·愛因斯坦（STAGE 25）
作為戰鬥用實驗機開發的第三世代Knightmare，由阿什弗德財團所主導開發。名稱來自是希臘神話中特洛伊的王子，同時也與木星衛星之一的木衛三的名字相同。駕駛員是魯路修的母親瑪莉安娜，她並因此而被封為騎士侯。
兰斯洛特和红莲貳式等第七代Knightmare，在腿部组件的一部分都使用了与本机完全相同的设计。本设计最早是应用在通过医用神经机械技术开发出来的步行器具上的。
本機最早是醫用系機體（出自DVD VOL.2 SP）之後設計理念是在對爆擊機(轟炸機)的防空目的設計的。
STAGE 21中登場，被朱雀操作用來制作學園特制的12米直徑的披薩。
STAGE 25中，被妮娜改造，搭配櫻石製作核彈，欲向Zero復仇，破壞力據洛伊德伯爵評估「足以破壞整個東京租界」。

### 第四世代Knightmare Frame
格拉斯哥（Glasgow）
型式編號：RPI-11 全高／戰鬥重量：4.24m／7350kg
駕駛員：帝國軍駕駛員
舊式的初代量産型Knightmare機架，不列顛尼亞帝國侵略日本時所使用的機體。其編號Royal Panzer Infantry有「皇家的裝甲步兵」稱，為發展各種Knightmare的起點，不過性能老舊易故障。標準塗裝是棕色，但也有紅色（卡蓮的機體）。在第一部STAGE 9中出現改裝的警用型格拉斯哥－騎士警察（Police Knight），配備旋轉燈在駕駛艙、機肩、機胸上，並臂上裝利刀、股備有鎮壓暴徒用的機槍。之後黑色騎士團、京都六家、日本解放戰線俘獲部份此型兵種，並加以仿製為無賴、無賴改、雷光等衍生型。
波特曼（Portman）
型式編號：RMI-13 全高／戰鬥重量：4.69m／5970kg
駕駛員：尤菲米亞·Li·不列顛尼亞、海兵騎士團
海兵騎士團使用的水中實驗用型Knightmare，外型有如長相奇特的青蛙，腳身特長、手指細長。在背面上背負水中推動裝置，在肩膀部份上裝備魚雷。尤菲米雅曾搭乘過此機架。
波特曼II（PortmanII）
型式編號：？全高／戰鬥重量：4.76m／6.06t
不列顛尼亞帝國軍在實驗機體波特曼的基礎上開發的改良型號，现在是正式装备部队的水陆两用机体。與原型相比，多出用來水陸平衡的機尾、手臂有小型推動裝置手指變一般狀、頭頂部分像魚及背面推動裝置縮小、極像抬頭的魚人。
MR1
型式編號：？全高／戰鬥重量：4.35m／7.2t
駕駛員：吉諾·拜因貝魯克（TURN 5）
簡單的基本機架，出售給一般民間機構。由於此機體可以摺疊儲存，方便搬運和運輸。

### 第五世代Knightmare Frame
萨瑟兰（Sutherland）
型式編號：RPI-13 全高／戰鬥重量：4.39m／7480kg
駕駛員：帝國軍駕駛員
現在不列顛尼亞帝國所使用的量産型Knightmare，為大多數的帝國軍駕駛員使用，後來黑色騎士團有俘獲一部分機體並重新塗裝；此外萨瑟兰之零件共通性很高，其手臂曾於第一季後期充當受損之蘭斯洛特的替代零件。
在STAGE 6時出現的機體裝備了「狂亂炸彈（Chaos Depth Charge）」這是一種廣面積的穿甲彈一般稱為：自鍛破片彈（Self Forging Fragment）70年代以後才發展出來的，主彈體於射擊終端過程，分散或釋放出一片群子彈，各子彈體又再度自行引爆，將使用銅、鉭、衰變鈾等材質的子彈體的彈頭金屬襯罩，自行鍛造成具有高速高密度的鏢型破片，雖然最多只有100~200mm的穿甲力，但是它所攻擊範圍廣，容易擊中脆弱的部份，因此威脅不小。胸部裝備了對人用的機槍。
順帶一提，純血派的塗裝是兩肩顏色變為紅色。
萨瑟兰飛行型（Sutherland Air）
型式編號：RPI-13 全高／戰鬥重量：4.39m／不明
駕駛員：基爾伯特·G·P·基爾福特、塞西露·柯爾米等人
裝備了FLOAT SYSTEM（懸浮飛行系統）的白色萨瑟兰。太平洋空戰時由吉爾佛德指揮的部隊使用。
另外特派的塞西露在東京租界攻防戰中就已搭乘過此機型。她當時駕駛的機體不僅裝備了FLOAT SYSTEM（懸浮飛行系統），並配有蘭斯洛特使用的Blaze Luminous（能源光盾）。
在黑色騎士團的主力Knightmare改用曉，並加裝上可翔翼後，11區帝國軍將現有萨瑟兰加上懸浮飛行系統，成為萨瑟兰飛行型，以抵抗裝上可翔翼的曉。
萨瑟兰可翔式（Sutherland Flight-enabled Version）
型式編號：RPI-13 全高／戰鬥重量：?／?
駕駛員：傑瑞米亞·哥德巴爾德
投靠魯路修後的傑瑞米亞所駕駛的萨瑟兰。裝備了黑色騎士團的可翔翼以及火箭砲擊裝備。兩肩的顏色為純血派的紅色塗裝。
格洛斯特（Gloucester）
型式編號：RPI-209　全高／戰鬥重量：4.29m／7750kg
駕駛員：基爾伯特·G·P·基爾福特、安德列亞斯·達爾頓、格拉斯頓騎士等人
柯內莉亞親衛隊所搭乘的最新型Knightmare機架。是萨瑟兰的發展型，背後有披風（指揮官機限定，量產機則無）。主要武裝為一支椎狀長矛與一挺步槍（之後有配備雷射刀），並且在胸部裝備了對人用的機槍。屬於第5代Knightmare。裝備了FLOAT SYSTEM的機型則稱為Gloucester Air。太平洋空戰時由Glaston Knights使用。此外格洛斯特的零件共通性很高，其手臂曾于第一季后期替换红莲二式受损的手臂。
格洛斯特・柯內莉亞機（Gloucester）
型式編號：RPI-00/SC　全高／戰鬥重量：4.84m／7850kg
駕駛員：柯內莉亞·Li·不列顛尼亞
柯內莉亞所搭乘的最新型Knightmare機架。是萨瑟兰的發展型，背後有披風，頭部有2支大「角」。屬於第5代Knightmare。
主要武裝為一支椎狀長矛與一挺步槍。

### 第七世代Knightmare Frame
蘭斯洛特（Lancelot）
型式編號（蘭斯洛特）：Z-01 全高／戰鬥重量：4.49m／6890kg
型式編號（蘭斯洛特·Air Cavalry）：Z-01/A 全高／戰鬥重量：4.49m／7820kg
別名：嚮導兵器蘭斯洛特
駕駛員：樞木朱雀
由羅伊德開發的最新型的第7代Knightmare，以傳說中亞瑟王手下最強的圓桌騎士蘭斯洛特為名。
由於其卓越的性能與朱雀高超的駕駛技術相輔相成下，能以單憑一機扭轉戰局而被魯路修稱呼為「怪物」，第二季中被EU的士兵稱呼作不列顛的“白色死神”。
其武裝是有高周波振動的震動劍MVS，和雙手上的能源光盾（Blaze Luminous，能有效抵抗紅蓮二式的輻射波動攻擊）及燕爪牙在手臂與腳股著裝，機槍為（VARIS）—可變彈藥反發衝撃砲。
搭载FLOAT SYSTEM（懸浮飛行系統）的喷射飞行背包，具有强大的空战能力，朱雀专用的Knightmare Frame。
由於在第一次東京決戰中取得出色戰果，因此不列顛帝國便以其作為藍本，相繼開發出以其為原型的新型Knightmare Frame。
蘭斯洛特·Club（Lancelot Club）
型式編號：Z-01B／RZX-7 全高／戰鬥重量：4.49m／6890kg
別名：嚮導兵器蘭斯洛特・Club
駕駛員：萊(因遊戲名字，可自行改變)；諾奈特·艾妮亞古拉姆
只在PS2和PSP遊戲“Lost Colors”中登場。羅伊德在收集了蘭斯洛特、以及主角和模礙戰、實戰的戰鬥數據後，以蘭斯洛特剩下的配件為基礎，再度開發的另一部蘭斯洛特，亦即是蘭斯洛特的兄弟機。
由於機體內置的櫻石比蘭斯洛特少，故Club的性能比蘭斯洛特稍為下降，但同樣配有光束盾。而性能仍力壓萨瑟兰。作為代替，本機配有可變VARIS，槍身能夠切換至狙擊模式，但狙擊模式所用的能源為通常模式的15倍；而Club的MVS是跟文森特一樣的長槍型（當然也可以連接起來），在對付複數敵人時有極大功用。故在不少人認為Club是文森特「先行試作量產機」。
在玩家選擇“不列顛尼亞”篇的情況下，Club會在九州戰役中追加噴射飛行背包，基本能力與蘭斯洛特一樣。
在《Lost Stories》中正式設定為「Knight Of Rounds」第九位的女騎士諾奈特的專用機。
蘭斯洛特·Frontier（Lancelot Frontier）
型式編號：Z-01/A 全高／戰鬥重量：4.49m／7820kg
駕駛員：C.C.
洛伊德與塞希爾以蘭斯洛特的備用零件為基礎，所組裝的機體。駕駛員為C.C.，機體也因而漆成了粉紅色。
整體性能較蘭斯洛特略遜一籌。除了蘭斯洛特的武器之外，還配備了帕西瓦爾的盾牌。
與沒有逃生裝置的蘭斯洛特不同，此機體特別設置了逃生艙。
最後在與红莲聖天八極式的戰鬥中被擊毀，C.C.成功跳傘逃生。
兰斯洛特·圣杯型（Lancelot Grail）
型式編號：Z-01/T 全高／戰鬥重量：4.42m/7950kg
駕駛員：爱德琳·泽冯.
加文（Gawain）
型式編號：IFX-V301 全高／戰鬥重量：6.57m／14570kg
駕駛員：魯路修·蘭佩洛基（主砲手）；C.C.（副駕駛）
不列顛尼亞帝國開發的第七代大型Knightmare Frame，以傳說中亞瑟王的圓桌騎士中與蘭斯洛特齊名的高文爵士為名。
背上有像蝴蝶一樣可以張開翅膀的FLOAT SYSTEM（懸浮飛行系統），因此能在空中飛行。
搭載了名叫德魯伊系統的情報分析裝置。兩肩搭載有強子砲（ハドロン砲，原型機尚未完成此裝置，之後由拉克夏塔完成）可將眼前的敵機擊毀。手指可藉由內藏鋼索射出捕捉敵機，且鋼索之銳利可切割敵機機體。
設計上可以讓兩人搭乘，但也可以單人操作。
在第二季回收後因嚴重損壞而放棄修理，強子砲被轉移到浮游航空艦斑鳩上當主砲，德魯伊系統則是被轉移到Zero專用機體海市蜃樓上配置。
文森特（Vincent）
型式編號：RPI-212 全高／基本重量：4.44m／6.99t
驾驶员：羅洛·蘭佩洛基、基爾伯特·G·P·基爾福特（TURN 6）、女武神隊（TURN 18）、皇帝護衛隊（TURN 20）
不列颠尼亞帝国军以蘭斯洛特为蓝本开发的最新型Knightmare Frame，在大规模量產之前开发的试作量产型机体，也可以说是蘭斯洛特的量产型初号。試作型以金色涂裝為主，配有MVS-震動劍其可組裝成長槍、手肘設有電磁脈衝裝置能擊轟敵機，燕爪牙配置在腰部，機動性能比蘭斯洛特差一些、但比萨瑟兰高出一截。
紫羅蘭色涂装型号，为基爾福特的后续专用机，曾在R2 TURN 6被「輻射波動」擊落。
R2 TURN 18中，女武神隊所用的機體為粉紅色塗裝；TURN 20中，皇帝直屬的護衛隊專用的機體為深綠色途裝。
羅洛所操作的文森特可以藉由羅洛自身的Geass效果的輔助下，使周圍敵目標對時空的感知靜止，並趁機予以殲滅，因此會在敵方的眼中會有「隱形」、「瞬間移動」的假象。
文森特·Word（Vincent Word）
型式編號：RPI-212B 全高／基本重量：4.44m／6.89t
驾驶员：帝國軍
不列顛尼亞帝國軍以文森特為藍本的新世代量產Knightmare Frame，性能遠大於第五世代之KMF。武裝較文森特為之簡化，大量取代萨瑟兰並投入實戰成為帝國軍之主力機種。
葛雷斯（Gareth）
型式編號：RPI-V4L 全高／基本重量：6.94m／14.78t
驾驶员：11區帝國軍、Glaston Knights
不列顛尼亞量產機，以簡略化高文武裝為目標之大型KMF，為了抵禦黑色騎士團之進攻優先配置在11區。
武裝配有兩腕部和高文同型之強子炮，兩腰部兩腳部有合計14連裝飛彈發射裝置，省略了高文的德魯伊系統故電子戰和索敵系統較高文為遜色。
在不列顛尼亞和舊皇帝派／黑色騎士團聯合軍交戰時配置給一般士兵全面使用。
名字由來來自亞瑟王之圓桌騎士其中一人葛雷斯，高文爵士最小的弟弟。

### Knight of Rounds專用機種
不列顛尼亞皇帝的直属亲卫队的12位Knight of Rounds（圓桌騎士），每人都有一架自己的专用Knightmare Frame，屬於圓桌騎士專屬機型，能力相當於第八世代KMF。机体型号规则为首个数字为该圆桌骑士的排位，如RZA-1A、RZA-3F9、RZA-6DG（兰斯洛特不适用该规则）。
加拉哈特（Galahad）
型式編號：RZA-1A　全高／戰鬥重量：7.20m／15.2t
駕駛員：俾斯麥·瓦爾德施泰因
Knight of Rounds第一騎士俾斯麥·瓦爾德施泰因的大型專用機，配備由不列顛尼亞皇帝命名的武器王者之劍（Excalibur）及高文手指發射裝置。在傳說中加拉哈特是蘭斯洛特之子，也是追尋聖杯的圓桌武士之一。
俾斯麥在操作加拉哈特時，也可配合自己預知敵人動向的Geass能力達到制敵機先的效果；然而朱雀的蘭斯洛特·阿爾比昂本身的性能優於加拉哈特，最後俾斯麥因為機體性能差異而死在朱雀手上。
Sagramore（Sagramore）
型式编号：RZX-2M1　全高／战斗重量：？／？
塗裝是金黃色為主
駕駛員：米凯勒·文费洛迪/真·日向·夏英格
此機於第2作《亡國的阿基德》中登場，原本是米凯勒·文费洛迪的座机。后米凯勒辞去第二骑士的身份移籍至欧洲不列颠尼亞，机体型号和名称变更为V-01S , 维钦托利作戰崗位改為欧洲不列颠尼亞直屬聖米迦勒騎士團團長專用機。米凯勒被真杀死后此机成为真·日向·夏英格的座机。
此機具備一把由多個齒輪組成大斧作主要作戰武器，可變形機，能夠以高速輕鬆穿越茂密森林的4足行走的人馬騎士形態及雙足站立人形騎士形態。

崔斯坦（Tristan）
型式編號：RZA-3F9　全高／戰鬥重量：5.45m／7.35t
駕駛員：吉諾·拜因貝魯克
Knight of Rounds第三骑士吉諾·拜因貝魯克的可變形專用機，具有噴射機高流動性和蘭斯洛特良好的戰鬥的性能，雙臂的發射器合並發出能量砲，注重空戰的先鋒型Knightmare Frame；另外也有長柄鐮刀與勾索等近戰兵器。
與一眾圓桌騎士討伐魯路修時，被朱雀所駕駛的蘭斯洛特．阿爾比昂重創，戰後被黑色騎士團回收並升級為「'崔斯坦·分配者」。
崔斯坦 Divider（Tristan Divider）
型式編號：RZA-3F9X1　全高／戰鬥重量：5.45m／9.55t
崔斯坦被蘭斯洛特．阿爾比昂重創後，經拉克夏塔修復並加以改良後的姿態。最大的特徵是裝備了原本被蘭斯洛特．阿爾比昂一分為二的Excalibur。
最後在與蘭斯洛特·阿爾比昂的交戰中，遭到朱雀再次重創；之後吉諾在FINAL TURN中緊急恢復了崔斯坦的飛行機能，並救起因與蘭斯洛特·阿爾比昂纏鬥而重創的紅蓮聖天八極式。在零之鎮魂曲後完成修復，機體的顏色則由原本的紅、白、藍三色改為灰、綠。
在《奪回的Rozé》中與柯內莉亞駕駛的「奎茵蘿塞斯Z型」持續對抗在威基基不斷屠殺平民的無人機「洛基」。
Palomides（Palomides）
型式编号：RZA-4EE　全高／战斗重量：？／？
驾驶员：多罗西娅·厄恩斯特
Knight of Rounds第四骑士多罗西娅·厄恩斯特的专用机。外形类似《亡国的阿基德》中的阿胡拉·玛兹达。
本机首次在外传《双貌的奥兹》中登场。
最後被朱雀所駕駛的蘭斯洛特．阿爾比昂擊毀，多羅西婭也因此陣亡。
莫德雷德（Mordred）
型式編號：RZA-6DG　全高／戰鬥重量：4.71m／10.23t
駕駛員：阿妮亞·阿魯斯特萊依姆
Knight of Rounds第六骑士阿妮亞·阿魯斯特萊依姆的專用机，搭载了收藏於雙肩護甲之摺疊式加農砲（TURN 6中以一砲輕易將失控的輕阿瓦隆擊毀，TURN 11中指出一砲便能破壞中華聯邦「天帝八十八陵」），以及全身護甲配置之隱藏式光束砲以充當自衛兵器。駕駛艙內有配備可供加農砲鎖定目標用的瞄準鏡。另外本身的裝甲十分厚重（連四聖劍的「月下」所配備之雷射刀也無法刺穿），也有配備和蘭斯洛特一樣的能源光罩（但無法抵禦蜃氣樓主砲攻擊與實體刀刃的穿刺及劈砍），具有強大火力的重裝型Knightmare Frame。
FINAL TURN中與傑瑞米亞的萨瑟兰·齊格交戰，雖將萨瑟兰·齊格以主砲擊毀，但內藏的萨瑟兰衝向莫德雷德自爆並將莫德雷德的駕駛艙護甲炸開，阿妮亞因毫無防備遭到傑瑞米亞以左手利刃抵住頭部，阿妮亞宣告敗北。
蘭斯洛特·征服者（Lancelot Conquistador）
型式編號：Z-01/D　全高／戰鬥重量：5.06m／8.95t
駕駛員：樞木朱雀
朱雀加入Knight of Rounds成為第七騎士後、特派由蘭斯洛特為基礎改良的強化專用機，駕駛艙上配有折疊式加農砲並可與步槍結合，在胸部和雙腳加裝了能源光盾（Blaze Luminous），全部發動放出正四面形的能源光罩保護機體前面，強化型Knightmare Frame。本機體有配備改良型的櫻石動力裝置「世界樹（Yggdrazil）」。
在第二次東京決戰中，羅伊德等人有將「愛之女神」戰術核武安置在此機體上以對黑色騎士團要脅；之後與卡蓮的紅蓮聖天八極式交戰被重創時，由於朱雀遭魯路修「活下去」的Geass指令影響，一心尋死以贖罪的朱雀不但得以順利逃脫，並自行引爆的機上的核彈。
兰斯洛特·Club（Lancelot Club）
型式编号：Z-01B／RZX-7 全高／战斗重量：4.49m／6890kg
别名：向导兵器兰斯洛特・Club
驾驶员：諾奈特·艾妮亞古拉姆
漫画《双貌的奥兹》中，第九骑士诺内特的专用机。
帕西瓦爾（Percival）
型式編號：RZA-10JS　全高／戰鬥重量：5.13m／9.07t
駕駛員：魯基亞諾·布蘭德利
Knight of Rounds第十騎士魯基亞諾·布蘭德利的專用機，著重於攻擊性能的機體。右腕配備有可作為鑽頭使用的勾爪，盾牌上則有飛彈發射裝置，雙足股蓋處也有兩門和蜃氣樓雙臂同型的球型強子砲。在傳說中帕西瓦爾是追尋聖杯的圓桌武士之一。
魯基亞諾配合其手下「女武神隊」的協同攻擊，先以「女武神隊」的文森特將敵目標以飛燕爪牙五花大綁後，自己操作的帕西瓦爾再以高速旋轉的鑽頭型勾爪將敵人凌虐至死。
最後在第二次東京決戰時，遭紅蓮聖天八極式擊毀，魯基亞諾陣亡。
弗洛伦斯（Florence）
型式編號：RZX-12TM1　全高／戰鬥重量：4.72m／7.54t
驾驶员：莫妮卡·庫魯席夫斯基
不列颠为了研究，将回收的亚历山大·无人型改造成有人型。而本机就是担任测试驾驶员的莫妮卡将改造后的有人型进一步改造，所制成的莫妮卡专用的特装机，并可装备浮游系统。
机体装备了强子炮和MVS等不列颠特有的武器，擅长利用亚历山大原有的变形机构进行非常规战斗。
本机首次在外传《双貌的奥兹》中登场。后被欧路菲驾驶白炎摧毁。
在《Lost Stories》中交代了後來被不列顛尼亞軍回收並修復，移除了原有的披風，加裝了FLOAT SYSTEM。最後被朱雀所駕駛的蘭斯洛特．阿爾比昂擊毀，莫妮卡也因此陣亡。
弗洛伦斯指的是圆桌骑士弗洛伦斯。

### 第九世代Knightmare Frame
蘭斯洛特·阿爾比昂（Lancelot Albion）
型式編號：Z-01Z　全高／戰鬥重量：5.15m／9.12t
駕駛員：樞木朱雀
特派為樞木朱雀量身訂造的機體，洛伊德把朱雀的身體能力、反應力、精神力和「活下去」的Geass都作過考慮，並將這些數據植入阿爾比昂中。洛伊德原打算以蘭斯洛特·征服者改造成本機，但原型機於R2 TURN 18中被紅蓮聖天八極式嚴重破壞，只剩下身體，故只有重新開發本機。
其背部擁有與紅蓮一樣由塞西露所開發的能量翼裝備，能發射大量的能量箭，雙手各持一把VARIS。本機速度極為迅速，TURN 22中，第四和第十二騎士的機體均被阿爾比昂以驚人的速度擊破，又以驚人的力量把崔斯坦嚴重破壞。由於本機是為樞木朱雀的專用機，所以朱雀能把其性能發揮至極限，其能力甚至能把帝國最強騎士－俾斯麥·瓦爾德施泰因的加拉哈特一分為二。
在TURN 24中，搭載了尼娜開發的「愛之女神」破解裝置，由魯路修的蜃氣樓遙控，並由朱雀將搭載破解裝置的長矛投進「愛之女神」彈頭並解除引爆。
FINAL TURN與紅蓮聖天八極式激戰，雙方戰到彈盡援絕並繼續以赤手空拳搏鬥，兩兩遭受重創，蘭斯洛特·阿爾比昂嚴重損毀並爆炸，朱雀成功逃脫並與魯路修實行「零之鎮魂曲」計畫。

### Knight Giga fortress
齊格菲（Siegfried）
型式編號：FXF-503Y　全高／戰鬥重量：24.69m／58.76t
駕駛員：傑瑞米亞·哥德巴爾德（STAGE 24~25）、V.V.（TURN 14）
造型特殊的非人型機動兵器，體積比高文還大，外型有如一個巨大的柳橙，由巴特列將軍的團隊所開發。裝備了電磁裝甲，FLOAT SYSTEM（懸浮飛行系統）以及多組推進裝置，可以進行高速移動。防禦力與機動性極高，即使被整棟大樓壓住，也毫髮無傷且能自行脫出。武裝方面，除了五組大型飛燕爪牙與二組小型飛燕爪牙之外，還可以結合飛燕爪牙與機體本身的高速回轉，來攻擊敵人並自主防禦（可以檔下實體砲彈，甚至是蜃氣樓的電漿砲）。
駕駛艙內部有著多條纜線，直接連接到被改造過的傑瑞米亞背部，以神經電位連接的方式來駕駛，也無需鍵盤、搖桿等操作介面，直接憑傑瑞米亞的意志去運作本機體（V.V.所操作的版本則是以傳統的搖桿操作）。
在第一季的最後，C.C.駕駛的加文破壞了齊格菲的懸浮飛行系統，並以鋼索綑綁住齊格菲，再使用推進器將其壓入了深海之中。但後來被打撈起來，在駕駛艙內部進行了改造，使V.V.也能操作此機體，此外還加上了電磁裝置，能對肉搏戰距離內的敵人進行電磁攻擊。
萨瑟兰·齊格（Sutherland Sieg）
型式編號：？　全高／戰鬥重量：?／?
駕駛員：傑瑞米亞·哥德巴爾德
黑色騎士團以V.V.所搭乘的齊格菲為藍本，所開發的新機體，由拉克夏塔研製。裝備了電磁裝甲，FLOAT SYSTEM（懸浮飛行系統）以及多組推進裝置，機體外型的顏色也與齊格菲相近。由於採用神經電位連接，所以只有傑瑞米亞能操作。
其內部另外藏有一架完整的萨瑟兰，此設計使傑瑞米亞能在萨瑟兰・齊格爆炸之後，操控萨瑟兰進行特殊攻擊。此架萨瑟兰兩肩與臉部採用純血派的紅色塗裝，機身則分別採用象徵柳橙的橙色與綠色塗裝。
主要武裝有沿用自齊格菲的電擊力場，以及多管飛彈發射器。
在TURN 24中，展現出與莫德雷德相互抗衡的實力。
第FINAL TURN中，萨瑟兰·齊格遭莫德雷德的主砲炸毀，內藏的萨瑟兰衝向莫德雷德並自爆，將莫德雷德的駕駛艙護甲炸開，傑瑞米亞將左手的刀刃抵住阿妮亞頭部，獲得象徵性的勝利。

## 黑色騎士團Knightmare Frame
雷光
型式編號：Type-11/5G　全高／戰鬥重量：5.03m／22.44t
河口湖事件中首次登场，日本解放戰線運用4台格拉斯哥改造而成的機體（第四世代），配置在狹窄通道的極有利地形作為砲台使用，以武器超電磁式留散彈重砲擊毀了不列顛帝國多台Knightmare機架。但仍然不敵朱雀駕駛之蘭斯洛特的驚異性能而被擊敗。
主要武器除了頂部配備的一門主砲外，充當自走式載運平台的四架格拉斯哥的手臂也有四挺步槍。
STAGE 24中再度登場，由吉田和其他黑色騎士團駕駛，但最後又被朱雀駕駛之蘭斯洛特擊破。
無賴
型式編號：Type-10R　全高／戰鬥重量：4.56m／7530kg
駕駛員：日本解放戰線、黑色騎士團駕駛員
日本的反抗組織仿製格拉斯哥（Glasgow）而成的機體（第四世代），特徵是頭部加上尖銳的角，胸部加上機槍，手部則加上保護裝甲板。無賴為日本解散戰線與黑色騎士團的一般泛用機體。依日本解放戰線與黑色騎士團等組織不同而有不一樣的塗裝，零（ZERO）搭乘的機體除了有特別的塗裝外，頭部還另外加上了2隻長角。相當於不列顛的RPI-11 格拉斯哥與RPI-13 萨瑟兰的舊型量產機。
無賴改
型式編號：Type-1R　全高／戰鬥重量：4.37m／7480kg
駕駛員：藤堂鏡志朗、四聖劍
藤堂與其部下四聖劍所搭乘的機體（第四世代）。由Type-10R 無賴加以改造而成，特徵是頭部有兩隻向後方垂下的觸角，與配有藤堂和四聖劍的專用日本刀。
紅蓮貳式
型式編號：Guren Type-02　全高／戰鬥重量：4.51m／7510kg
駕駛員：紅月卡蓮
京都提供給黑色騎士團的機體（第七世代），之後ZERO交給卡蓮，成為卡蓮的專用機體，於第一季與朱雀之蘭斯洛特的對決中展現與蘭斯洛特旗鼓相當的機體性能。
完全由日本獨自開發的Knightmare機体（但实际上只是京都六家委托外国技术人员开发的机体），由於設計理念與不列顛帝國的Knightmare機架極不相同，導致外觀也有很大差異。
特徵是其巨大銀色像鬼爪的右臂（右臂部件可替换，拥有多种发展衍生型号。第一季中出现的红莲貳式装备了标准型右臂部件。在STAGE 24黑色革命时与兰斯洛特一战中右臂损毁，STAGE 25中换上格洛斯特的右臂。小说《双貌的OZ》11回，在印度的古吉拉特邦依靠欧路菲一行人的帮助而换上了甲壹型右臂装备。甲壹型右臂装备直至R2 TURN 6中才被替换）及其一身鮮紅的顏色。運動性能是萨瑟兰的1.6倍，机体等级同属于第七世代的Knightmare，拥有極高的性能。其駕駛座的形狀有如摩托車，因此駕駛員是以跨坐並向前屈的方式搭乘與操縱。在可伸縮的右臂上搭載了武器「輻射波動（一種類似超音波、微波、電磁波或X射線的強力能量場）」，這是以高週波進行短周期照射，「從內部」破壞敵人的武器。破壞力之強，也令零（ZERO）感到驚訝。另外還搭載了從機體後部噴出干擾片煙霧的裝置，在STAGE 17可見到於藤堂下令後一齊噴出干擾片煙霧的壯觀情景。
紅蓮可翔式
型式編號：Type-02/F1A　全高／戰鬥重量：4.51m／8500kg
駕駛員：紅月卡蓮
R2 TURN 6開始登場，是紅蓮貳式的強化型態（第八世代），装备拉克夏塔新开发的各種裝備，首先是可以進行空中戰鬥的可翔翼。右臂則換了新型的穿甲砲擊右臂部件（紅色和黑色塗裝），可進行廣範圍或中距離，遠距離的輻射波動攻擊（擴散範圍與射程成反比，但殺傷力不變）。另外還增加了輻射障壁系統（但無法防禦實體刀刃的劈砍與穿刺），可翔翼亦備有導彈發射器以及用來癱瘓敵方機體的葛馮網（以現在的科技而言相當於電磁脈衝）發射裝置。頭部也增加2支機翼。
紅蓮二式在與蘭斯洛特·征服者交戰時，由於受到嚴重的戰損，拉克夏塔所乘坐之黑色騎士團海上旗艦便以發射飛彈（內部裝載紅蓮可翔式的零件）的方式藉以使戰損之紅蓮二式在半空中更換零件。
最後在與大宦官領軍的中華聯邦部隊交戰時，因為機體能源短缺而使卡蓮連人帶機遭到黎星刻操作的神虎俘虜；又因為大宦官勾結不列顛尼亞帝國的關係，卡蓮連人帶機被大宦官交由不列顛尼亞軍處置，並由羅伊德的團隊修復及加以改良，名為紅蓮聖天八極式。
紅蓮聖天八極式
型式編號：Type-02/F1Z　全高／戰鬥重量：4.51m／7510kg
駕駛員：紅月卡蓮
第九世代Knightmare，R2 TURN 18開始登場，紅蓮可翔式被Camelot获得后，由于罗伊德和塞希爾的兴趣而被改造成紅蓮聖天八極式，增加了紅蓮的空中移動能力，強化了輻射障壁系統及攻擊能力。強化右臂的輻射波動裝置，可發射作遠距操控，同時於兩肩增設巨型的「飛燕爪牙」以及由塞西露所開發的新技术能量翼装备。機體性能上比蘭斯洛特·阿爾比昂（Lancelot Albion）更高，卡蓮駕駛它擊敗駕駛蘭斯洛特·阿爾比昂（Lancelot Albion）並且開啟「活下去」Geass的朱雀，可說是本作中最強機體。「聖天八極式」的名稱，來自起動畫面中顯示的「Superlative Extruder Interlocked Technology Exclusive Nexus」最頭一個英文字S.E.I.T.E.N.的日文音譯及「EIGHT ELEMENTS」。
在第二次東京決戰時，咲世子趁東京遭魯路修部署的葛馮干擾器癱瘓的時候，將被不列顛尼亞軍俘虜的卡蓮救出，並將飛行裝與停放在不列顛尼亞軍基地的紅蓮聖天八極式交給卡蓮；首戰就以60％出力瞬間殲滅不列顛軍女武神部隊並且將駕駛帕西瓦爾的魯基亞諾壓勝，其後順勢與朱雀交戰並且將蘭斯洛特·征服者打得支離破碎，但朱雀因受魯路修「活下去」的Geass影響下，利用「愛之女神」順利逃脫。
FINAL TURN與蘭斯洛特·阿爾比昂激戰，雙方戰到彈盡援絕並繼續以赤手空拳搏鬥，兩兩遭受重創，而紅蓮聖天八極式從「達摩克里斯」摔下來的時候被吉諾的崔斯坦·Divider救起。
海市蜃樓
型式編號：Type-0/0A　全高／戰鬥重量：4.67m／8060kg
駕駛員：魯路修·蘭佩洛基、羅洛·蘭佩洛基（ep.44）
拉克夏塔为黑色骑士团开发的新型机体本机是零（zero／ゼロ）专用机（第八世代），搭載了從高文移轉的德魯伊系統和絕對守護領域系統（但無法防禦肉搏攻擊與高功率加農砲的砲擊），擁有能與要塞相比的防禦力，可變形為潛水形，零（zero／ゼロ）专用型塗上了高文的配色（黑+金）。搭載飛行裝置。操作方式包括了鍵盤與操縱桿。主要武器有可擴散式構造相轉移炮（威力強到足以破壞莫德雷德的護盾）和雙手內側的球狀強子炮。
羅洛操作時也可配合自身的Geass（使周圍敵目標對時空的感知暫時靜止），跟他曾操作的文森特一樣，在敵人的眼中有「隱形」與「瞬間移動」的假象。
曾在TURN 24中搭載「愛之女神」的破解裝置，並成功入侵「達摩克里斯」內部，但最後遭到吉諾的崔斯坦·Divider擊毀，而魯路修則在朱雀掩護下成功逃出即將爆炸的蜃氣樓殘骸。
月下
型式編號：Type-3F　全高／戰鬥重量：4.45m／7920kg
駕駛員：藤堂鏡志朗、四聖劍
京都提供給黑色騎士團的機體（第七世代），由藤堂與四聖劍搭乘，藤堂專用機體的塗裝為黑色，頭部兩側有著髮狀的裝飾，四聖劍用機體的塗裝則為銀灰色。
由拉克夏塔與京都六家的研究小組開發、日本原創的Knightmare Frame，具備著相當於第七世代Knightmare的極高性能。基本構造與紅蓮貳式幾乎相同，特徵是省略了輻射波動這項武器，左腕則裝備了機砲，武器包括了帶有雷射刀刃的戰鬥用日本刀（ヒノカグツチ）等。另外還搭載從機體後部噴出干擾片煙霧的裝置，在STAGE 17可見到於藤堂下令後一齊噴出干擾片煙霧的壯觀情景。
在第二季中的太平洋奇襲作戰裡全機均遭到破壞，之後便將主力量產機體之座讓給了曉。存活的四聖劍成員均改撘乘曉 直參式樣。
月下（先行試作型）
型式編號：Type-3F　全高／戰鬥重量：4.45m／7920kg
駕駛員：萊（主角）
只在PS2和PSP遊戲《Lost Colors》中登場。京都提供給黑色騎士團的機體，在神樂耶的要求下，塗裝為海藍色。
由拉克夏塔與京都六家的研究小組開發、日本原創的Knightmare Frame，具備著相當於第七世代Knightmare的極高性能。拉克夏塔以紅蓮貳式為基礎，在簡易量產化的前提下所開發出的機體。左手配有簡易版輻射波動裝備，即R2中紅蓮貳式所用的甲壹型腕，能力雖不及紅蓮貳式的版本，但仍有一擊把敵KMF消滅的能力。右手同樣持有日本刀，速射砲亦裝備在右手。其他能力基本與藤堂等人的月下相同。
斬月
型式編號：Type-04　全高／戰鬥重量：4.68m／8.09ｔ（可翔9.08t）
駕駛員：藤堂鏡志朗
拉克夏塔为黑色骑士团开发的新型机体（第八世代），為曉的升級版本。
本机是指挥官藤堂的专用机，具有和兰斯洛特·征服者相抗衡的实力。其武器：制動刃吶喊衝角刀、（與月下的戰鬥用日本刀（ヒノカグツチ）不同）（其刀背設有噴射裝置，用作增強斬擊力量及速度，刀柄亦藏有鉤索），頭部有兩門可以用作防護罩的「輻射波動」發生裝置。搭載飛行裝置。
TURN 24中與朱雀的蘭斯洛特·阿爾比昂交戰，最後被擊毀，藤堂成功跳傘逃生。
曉
型式編號：Type-05S　全高／戰鬥重量：4.49m／7.82t（可翔8.81t）
駕駛員：黑色騎士團駕駛員
拉克夏塔为黑色骑士团开发的新型机体（第七世代），成為黑色騎士團的主力普通量产型号。基本骨架設計來自月下，但其性能則在月下之上。
晓 直参式样
型式編號：Type-05S　全高／戰鬥重量：4.81m／8.26t（可翔9.25t）
駕駛員：四聖劍、C.C.
拉克夏塔为黑色骑士团开发的新型机体（第七世代），本机是小隊指挥官級成員的专用机，驾驶员有朝比奈，千叶以及C.C.等。搭載可翔翼，輻射障壁系統以及輻射波動飛彈。一般機體的配色為藍色，C.C.專用機則為粉紅色。

### 超合眾國Knightmare Frame
月虹影
型式編號：IFX-V10C1　全高／戰鬥重量：5.16m／10370kg
駕駛員：魯路修·蘭佩洛基
《復活的魯路修》中出場。海市蜃樓的後繼機。與高文和海市蜃樓同樣搭載了德魯伊系統。
月虹影帥
型式編號：IFX-V10C2 全高／戰鬥重量：7.76m／15660kg
駕駛員：魯路修·蘭佩洛基（主砲手）；C.C.（副駕駛）
在月虹影被重創後，由C.C.駕駛出場。
最初在《復活的魯路修》漫畫版中出場。其後在《超級機器人大戰30》中出場，後回流到《Lost stories》。
蘭斯洛特 siN（Lancelot siN）
型式編號：Z-01/S　全高／戰鬥重量：4.51m／8.44t
駕駛員：樞木朱雀
《復活的魯路修》中出場。蘭斯洛特·阿爾比昂的後繼機。是以「作為嚮導的兵器為原點」為前提開發的最新型Knightmare Frame。各方面均凌駕於蘭斯洛特·阿爾比昂之上。在最終決戰中，以壓倒性實力擊破失去夏姆娜支援的夏力歐所駕駛的那基特．修．梅因。
蘭斯洛特 siN 白色獠牙（Lancelot siN White Fang）
型式編號：Z-01/S+MTM　全高／戰鬥重量：11.50m／42.89t
駕駛員：樞木朱雀
《復活的魯路修》中出場。蘭斯洛特 siN裝備了大型追加裝備「白色獠牙」的形態。在鎮壓據點和防禦力方面具有壓倒性的優勢。
紅蓮特式
型式編號：Type-02/SP1　全高／戰鬥重量：4.91m／8770kg
駕駛員：紅月卡蓮
《復活的魯路修》中出場。紅蓮聖天八極式的後繼機。各方面均凌駕於紅蓮聖天八極式之上。在最終決戰中，以壓倒性實力擊破失去夏姆娜支援的比透所駕駛的巴達拉蘭．杜。
紅蓮特式 火焰光背
型式編號：Type-02/SP1+MTM　全高／戰鬥重量：9.65m／44320kg
駕駛員：紅月卡蓮
《復活的魯路修》中出場。紅蓮特式裝備了大型追加裝備「火焰光背」後的形態。
奎茵蘿塞斯Z型（Quinn Roses Model-Z）
型式編號：UPI-15/Z　全高／戰鬥重量：5.06m／8.15t
駕駛員：柯內莉亞·Li·不列顛尼亞
《復活的魯路修》中出場。超合眾國以格洛斯特為基礎開發的新型機體，各方面性能凌駕於格洛斯特。本機是柯內莉亞的專用機。
奎茵蘿塞斯B型（Quinn Roses Model-B）
型式編號：UPI-15/B　全高／戰鬥重量：4.51m／8.05t
駕駛員：基爾伯特·G·P·基爾福特
《復活的魯路修》中出場。超合眾國以格洛斯特為基礎開發的新型機體，各方面性能凌駕於格洛斯特。
新月
型式編號：Type-05S/SC　全高／戰鬥重量：4.45m／8.32t
駕駛員：宗賀白馬
小說《新潔的阿爾瑪莉亞》出場。雙臂搭載了攻防一體的新型複合兵器，背部安裝了由「Pearl Party」開發的新型熱斬刀。

## 中華聯邦製Knightmare Frame
鋼髏
型式編號：TQ-19　全高／戰鬥重量：5.67m／13.08t
駕駛員：中華聯邦駕駛員
中華聯邦的主力機體，有2隻搭載固定武裝的腕部，以及2隻構造簡略的機械手臂，合計有四隻手。武裝有兩組加農砲與兩組機關槍。腳部的形狀如同鳥類的腳，搭載著高機走驅動輪（ランドスピナー），此外還有著類似於尾巴的構造，在使用高機走驅動輪行進時，尾巴末端的車輪可以作為輔助，提升機體的穩定性。整体来说，武器和装甲性能都很弱，因此大多是以集群方式來運用，以齊射方式發揮最大的火力。本機體的技術水準相當於不列顛尼亞的RPI-11 格拉斯哥的舊型量產機，甚至比不列顛尼亞的RPI-13 萨瑟兰弱，但似乎沒有彈射駕駛艙之類的逃生裝置。
神虎
型式編號：XT-409　全高／戰鬥重量：4.53m／9.33t
駕駛員：黎星刻
中華聯邦開發之最新銳机体（由大宦官出資，並由拉克夏塔研製），其技術水準相當於黑色騎士團與不列顛尼亞的第八世代Knightmare（具有與黑色騎士團之紅蓮可翔式&斬月，以及不列顛尼亞圓桌騎士Knightmare相當的戰力）；臉部有如京劇的臉譜，機體外型並結合了道士服裝的形象。很早以前就完成了开发，由於開發理念著重於發揮機體性能到極限，卻忽略了一個問題──那就是駕駛員的肉體是否能承受，因此找不到合适的驾驶员而一直没有投入使用。搭載了與紅蓮可翔式相同的飛行系統，因此也具有極高的機動性。主要武器除了具有電擊能力的繩標（功能相當於不列顛尼亞、EU、黑色騎士團Knightmare的飛燕爪牙，可高速揮動以擋下實彈攻擊）之外，還装备了天愕霸王荷電粒子炮等重型大威力武器（殺傷力相當於紅蓮可翔式的輻射波動砲，可一砲打爆不列顛尼亞的卡利恩級戰艦），並配有一把雷射刀以應付近距離作戰（可以突破莫德雷德的護盾）。
TURN 24中，黎星刻發射了「天愕霸王」主砲擊中了魯路修的旗艦「阿瓦隆」的引擎，並將之重創；在FINAL TURN中雖有受損，但在結局時重新修復。

## EU製Knightmare Frame
野蜂式裝甲（Panzer Hummel）
型式編號：Mk3-E2E8　全高／戰鬥重量：4.10m／8.79t
駕駛員：EU駕駛員
EU的主力機體，配備有高機走驅動輪與飛燕爪牙。兩手臂前部為固定式火砲，可以進行遠程攻擊，機體的設計概念著重於發揮火力。本機體的技術水準相當於不列顛尼亞的格洛斯特與萨瑟兰之類的第五世代量產機。
名称“野蜂”来源自野蜂式自行火炮。
黄蜂式装甲（Panzer Wespe）
《双貌的OZ》中登场的KMF。名称、外观与野蜂式类似。
名称“黄蜂”来源自黄蜂式自行火炮。
亚历山大（Alexander）
歐洲共和國聯盟特殊部隊「wZERO」所使用的Knightmare Frame。由安娜·克莱曼主导，EU独立研发的特殊作战机，不同於以往的不列顛尼亞系及日本／印度系KMF，為獨自設計而成。能夠變成昆蟲模式及能裝上自爆裝置。雙手固定武器為「前臂刀刃」，雙手能裝置近戰武器「對KMF戰鬥用旋棍」，能夠手持或在背上裝置30毫米線性突擊步槍「審判」。名称来源自亚历山大大帝
亚历山大Type-01（Alexander TYPE-01）
型式編號：W0X Type-01，全高／戰鬥重量：4.39m／6.73t
駕駛員：日向阿基德
最初的型号。具備高度運動性，昆蟲模式變形機能，以及使自軍駕駛員的腦部平行化的「腦波連結系統」等特性。本機為特殊作戰機，在特定條件下足以超越敵方第5世代Knightmare Frame，戰鬥時能與桑德蘭平分秋色。
在纳尔瓦救援作战时投入实战，由于指挥官皮埃尔擅自加装了自爆装置，使得前线只有阿基德生还。原本就以机动性见长，在第1章中将自爆装置卸除后，机动性有所提高。
第2章，阿基德在觉醒后，机体的面部张开。Type-02机（除莱拉机）驾驶员精神受到阿基德影响后相继觉醒。
亚历山大Type-02（Alexander TYPE-02）
型式編號：W0X Type-02，全高／戰鬥重量：4.36m／6.52t
納爾瓦撤退戰之後，根據阿基德駕駛亞歷山大時的戰鬥數據加以改良的特殊作戰機，變更OS和外裝後的Type-02規格機體，能夠變成昆蟲模式。雙手固定武器為「前臂刀刃」，能夠手持或在背上裝置30毫米線性突擊步槍「審判」，专用机拥有特制武器。Type-02的配色为白色加上蓝色条纹，Type-02的头部与Type-01有差别。
- 莱拉机：指挥官机，机体额上有蓝十字标记。装备有操纵亚历山大·无人型用的环状天线，機上搭載操縱無人機用的通訊設備，並大幅強化指揮官用的通訊功能。
- 凉机：除制式武器外，还装备有导弹荚舱，左手臂上裝備對KMF戰鬥用可變斧頭。特徵是面部有多個感應器。
- 幸也机：線性電磁炮能與延長用的砲身連接，可長距離狙擊。
- 绫乃机：右腕側有對KMF戰鬥用的長刀裝備。

亚历山大·无人型（Alexander Drone）
装载有AI的无人机。茶色的涂装。实际运用时需要有人在一旁操控。
γ作战时投入了15架，由莱拉机进行操控。后全部被击毁，其中一架的残骸被不列颠回收，经由TROMO机关改造成了圆桌骑士莫妮卡专用的特装机——佛罗伦萨。
亚历山大·勇士型（Alexanda Valiant）
Type-02的改良型号。
亚历山大·自由型（Alexander Liberte）
全高／戰鬥重量：4.54m／8.89t
與聖米迦勒騎士團決戰時，將亞歷山大Type-01施以強化改造的機體。為防衛據點用，因此改良時重視防禦力。參考了阿修雷駕駛阿胡拉瑪茲達時的數據，全身裝備修洛塔鋼製的追加裝甲。左前臂能夠張開名為能源光盾的能量裝甲。由於裝上追加裝甲，故排除了變形結構，但搭配原本的機動性，造就出一架重裝甲高機動機體。
主要武器的日本刀型格門兵装也使用修洛塔鋼，連Knightmare Frame的裝甲也能輕易斬斷。
亚历山大·Red Ogre（Alexander Red Ogre）
Gardmare（Gardmare）
全高／戰鬥重量：24m／4.12t
《亡国的阿基德》第1章中出现的警备用机体。

## 齊爾茨斯庫蒙王國製Knightmare Frame
那基特．修．梅因（Nagid Shu Mane）
型式編號：KPX1，全高／戰鬥重量：4.82m／9.35t
駕駛員：夏力歐
《復活的魯路修》出場的Knightmare Frame。齊爾茨斯庫蒙王國國王夏力歐的專用機。性能足以匹敵第十世代的Knightmare Frame。曾在夏姆娜的支援下擊毀了由朱雀駕駛的蘭斯洛特．阿爾比昂﹙黑﹚。後來與朱雀駕駛的與蘭斯洛特 siN交鋒時，由於失去了夏姆娜的支援，最終被蘭斯洛特 siN擊毀，駕駛員夏力歐也因此陣亡。
巴達拉蘭．杜（Batalalan Du）
型式編號：K10T，全高／戰鬥重量：18.50m／54.23t
駕駛員：比透
《復活的魯路修》出場的蠍子形狀的Knight Giga fortress，監獄長比透的專用機。號稱是世界上防禦力最高的機體。最終在失去夏姆娜的支援下被卡蓮的紅蓮特式以右手貫穿駕駛艙而被毀，駕駛員比透也因此陣亡。

## 和平標誌
鞠熾天
型式編號：LDM-T02/MTC，全高／戰鬥重量：5.24m／8.49t
駕駛員：M
小說《新潔的阿爾瑪莉亞》出場。第九世代的Knightmare Frame。

## 其他機械類
垂直起降型人型自在戰鬥裝甲騎運輸機（Knightmare VTOL）
搬運人型自在戰鬥裝甲騎用的垂直起降型運輸機。將人型自在戰鬥裝甲騎懸掛在機體下方運送，待到達目的地後再使用空中降下装置讓其著陸。
第一季後期，黑色騎士團也有俘獲一些本機體，並在第二季製造出此裝置的仿製版。
潛水艇
由印度軍區提供給黑色騎士團的潛水艇，除了搬運人員與武器之外，也被當作基地來使用。主要武裝為十顆潛射彈道飛彈以及魚雷。
在TURN 6中，拉克夏塔曾以艦上的飛彈垂直發射系統將紅蓮可翔式的零件置於飛彈中並投射升空，使戰損之紅蓮二式得以在半空中替換零件並繼續作戰。
自從黑色騎士團的新型飛行旗艦「斑鳩」於蓬萊島竣工後，這種潛艇也被具有飛行功能的斑鳩取代。
阿瓦隆（Avalon）
指揮官：修奈傑爾·El·不列顛尼亞、羅伊德·阿斯普林德、魯路修·蘭佩洛基（ep.47~49）
全長：200公尺
不列顛尼亞帝國的新型浮游航空戰艦，於STAGE 18初登場，以亞瑟王與圓桌騎士傳說中的島嶼為名，具有浮力裝置，可在靜止狀態下長時間滯留於空中。主要武裝為光砲陣列、飛彈與76釐米砲，並搭載了不列顛尼亞帝國所開發的能源光盾防護罩系統。
在TURN 24中，阿瓦隆遭到黎星刻操作的神虎主砲重創動力裝置，迫降在太平洋海面，而魯路修則搭乘艦載機蜃氣樓棄船逃脫，被魯路修挾持並遭軟禁在艦上的天子與各國代表一同被黎星刻等人救出。
阿瓦隆的名字來自亞瑟王死後來到的世界，沒有戰爭且樹上結滿蘋果的理想鄉。
羅格雷斯級浮遊航空艦（Logres Class Floating Battleship）
指揮官：娜娜莉·蘭佩洛基、阿普森將軍、查爾斯·D·不列顛尼亞等人
不列顛尼亞帝國建造的大型浮遊航空艦，又稱為重阿瓦隆。可以裝載大量的人員，物資與兵器。因配置有能源光盾系統而具有極高的防禦力，而主要武裝為數門機砲。
在第二季中，作為護送娜娜莉到日本擔任總督的座艦而登場，而本艦擁有仿製娜娜莉所居住的花園的巨大空間。
之後不列顛尼亞帝國皇帝查爾斯·D·不列顛尼亞也有搭乘此型戰艦，並與其手下的嚮團成員啟動了「諸神的黃昏」系統。
羅格雷斯是傳說中亞瑟王治理的國家名。
卡利恩級浮遊航空艦（Caerleon Class Floating Battleship）
不列顛尼亞帝國建造的小型浮遊航空艦，又稱為輕阿瓦隆。其主要任務是護衛羅格雷斯級浮遊航空艦，因此由多艘同型艦組成護衛艦隊。但XT-409神虎的「天愕霸王」主砲或RZA-6DG莫德雷德的「摺疊式加農砲」可輕易擊落。
卡利恩是英國的地名，在傳說中是亞瑟王都城的所在地。
斑鳩
指揮官：魯路修·蘭佩洛基、南佳高
黑色騎士團的新型浮游航空艦，由印度軍區針對零（ZERO）的世界戰略所開發製造，具有浮力裝置以及輻射障壁系統、多道鉤索發射裝置，並可裝載數十架以上的人型自在戰鬥裝甲騎。同時搭載了回收自高文，重新改良後的強子砲（擴散型強子重砲）；於艦首的黑色主砲護罩與白色黑色騎士團軍徽使斑鳩的外型酷似海盜船。
R2 TURN 16（ep.41）「合眾國聯合」的成立儀式中，原中華聯邦軍有與班鳩類似的空中戰艦，畢竟斑鳩乃使用來自中華聯邦的技術所製造。
R2 TURN 17（ep.42）中，斑鳩與同型的中華聯邦空中戰艦展現出了水下航行的能力，因此可以海空兩用。
R2 TURN 23（ep.48）中，因遭到魯魯修從富士山引爆「櫻石」產生的震波波及而遭到重創迫降。
龍膽
指揮官：天子、周香凜、洪古、大宦官等人
中華聯邦的大型地上戰艦，外型結合了城牆與金字塔的概念。除了在地表移動外，更改驅動系統後也可以在水面行動（參見R2 TURN 16）。可以裝載大量的人型自在戰鬥裝甲騎。此外由於搭載了多個大型砲台，在火力方面亦相當強大。
在R2 TURN 17（ep.42）中，黑色騎士團的登陸部隊擁有比一般龍膽更大型的龍膽旗艦。
特派首腦運輸車
指揮官：羅伊德·阿斯普林德
以羅伊德為首的特派成員所乘坐的大型車輛，可載運蘭斯洛特與其地勤相關設備，而黑色騎士團也有類似的車輛。
G-1要塞（G-1 Base）
指揮官：不列顛尼亞皇族、皇神樂耶、卡拉雷斯等人
不列顛尼亞皇族所乘坐的地上戰艦，可載運大量的Knightmare，並配備一門主砲與四具近迫武器系統，駕駛艙兩側有貼上不列顛尼亞帝國的旗幟。
第一季後期，黑色騎士團也有俘獲此型兵器。
《亡国的AKITO》中欧洲不列颠的圣拉斐尔骑士团和圣米迦勒骑士团也拥有G-1要塞。
達摩克里斯（Damocles）
指揮官：修奈傑爾·El·不列顛尼亞、魯路修·V·不列顛尼亞
全長：3000m
不列顛尼亞帝國舊皇帝派所擁有的巨大自走式懸浮要塞，全長約三千公尺，並可於離地高度三百公里的大氣層外圍活動，由不列顛尼亞於柬埔寨的「TROMO機關」研製。合共有兩座。
主要武裝有配備「愛之女神」核子武器，由娜娜莉操作發射鈕，而每次發射前的準備時間需時十分鐘。
最後因為達摩克里斯遭魯路修入侵，修奈傑爾等人企圖讓達摩克里斯自爆並逃脫以炸死魯路修，但最後修奈傑爾在逃脫前遭魯路修以Geass控制，其親信卡諾·馬甸尼也遭到被魯路修洗腦的士兵俘虜，迪托哈特也遭到被魯路修控制的修奈傑爾射殺身亡。魯路修成功控制達摩克里斯和以Geass令娜娜莉交出發射鈕，對黑色騎士團發射而成功征服世界，實行零之鎮魂曲。
FINAL TURN中，達摩克里斯飛往太陽並被摧毀。
在《奪回的Rozé》中，作為備用的另一座達摩克里斯因來不及解體，與僅餘的三枚「愛之女神」一同被以諾蘭德·馮·呂訥堡為首的勢力所佔據並被帶到北海道。由於機能不完整，所以無法飛到大氣層外圍，只能低空浮游。被克里斯托夫以第三枚「愛之女神」擊中後，在朔夜的誘導下，最終墜落在無人的公園之內。
列车炮（Railway Gun）
《亡国的阿基德》第2章中欧洲不列颠的巨型兵器。曾用来攻击500公里外的wZERO部队下属的飞龙队。炮击时周围有若干KMF进行护卫。
E.U.军高空观测气球
《亡国的阿基德》第2章中E.U.军的侦查武器。
阿波罗的马车（Apollo's Carriage）
E.U.军开发的大气层脱离式远距离运输机，用以投送KMF。基本原理类似弹道导弹。
《亡国的阿基德》第4章中，夏英格想获得其图纸用以摧毁潘德拉刚。
高卢大公（Gallia Grandee）
《亡国的阿基德》第3章中登场的巨型飞船。在第4章末尾被圣米迦勒骑士团的坎特伯雷击落。

## 奪回的Rozé機體

### 無名的傭兵機體
Zi-阿波羅（Zi-Apollo）
駕駛員：阿修·芬尼克斯
型式編號：UZZ-001S　全高／戰鬥重量：4.50m／6690kg
阿修的專用機，以格鬥戰為主的近戰型Knightmare Frame。
Zi-阿耳忒彌斯（Zi-Artemis）
駕駛員：皇朔夜
型式編號：UZZ-001M 全高／戰鬥重量：7.50m／25410kg
皇朔夜的專用機，以索敵和指揮為主的支援型Knightmare Frame。與崔斯坦同樣擁有變形能力。
Zi-奧爾蒂賈（Zi-Ortygia）
駕駛員：阿修·芬尼克斯、皇朔夜
型式編號：UZZ-001 全高／戰鬥重量：10.65m／32100kg
Zi-阿波羅和Zi-阿緹蜜絲合體後的形態。

### 反抗軍機體
螢雪
駕駛員：琉高春香
型式編號：Type-07T
由超合眾國開發的最新型機體，琉高春香的專用機。主武器為雙頭槍。
雪花（せっか）
駕駛員：物部勲、小田友臣、宗森葵太、東見燦士郎、岩本時男
型式編號：Type-07
由超合眾國開發的最新型的量產機。
曉改
駕駛員：七煌星團團員、東之曉旅團團員、北狼軍團員
型式編號：Type-05c
黑色騎士團所製造的曉的強化型。性能上不如新不列顛尼亞帝國的康登。

### 新不列顛尼亞帝國機體
弗爾伯特（Foulbout）
駕駛員：諾蘭德·馮·呂訥堡
型式編號：RPCX-01K 　全高／戰鬥重量：10.55m／38960kg
諾蘭德·馮·呂訥堡專用的Knightmare Frame。體型較一般的Knightmare Frame龐大。該機以神經電位連接的方式來駕駛。
在諾蘭德被Zi-奧爾蒂賈的刀臂貫穿後，最終因諾蘭德啟的動自爆裝置而被毀。
女王阿斯拉（Queen Asura）
駕駛員：娜拉·范恩
型式編號：RPCX-02Q/S
娜拉·范恩專用的Knightmare Frame。主武器為裝在雙臂的大型刃。
女王古拉卡（Queen  Curaca）
駕駛員：凱瑟琳·薩巴絲拉
型式編號：RPCX-02Q/W
凱瑟琳·薩巴絲拉專用的Knightmare Frame。主武器為付有刀刃的四連發手槍。
Elgrips
駕駛員：克里斯托夫·西薩曼
型式編號：RPCX-03L/S
克里斯托夫·西薩曼專用的Knightmare Frame。主武器為裝在雙臂的大型刃。最終被阿修駕駛的Zi-阿瑞斯擊毀。
Elcarmal
駕駛員：迪沃克·梅爾迪
型式編號：RPCX-03L/W
迪沃克·梅爾迪專用的Knightmare Frame。在達摩克利斯2號要塞上被春香駕駛的螢雪斬斷左臂。在摧毀札幌的作戰失敗後，攜同第二枚「愛之女神」企圖炸毀札幌，卻被朔夜和阿修駕駛的Zi-奧爾蒂賈以「愛之女神」消除器所阻撓，最終被捲入「愛之女神」的爆炸而毀滅。
Valpnir
駕駛員：阿諾德·倫克
型式編號：RPCX-05K/S
阿諾德·倫克專用的Knightmare Frame。主武器為刀和三面盾牌。在網走監獄中被阿修駕駛的Zi-阿瑞斯奪去了刀後被擊毀。
羅恩格林（Lohengrin）
駕駛員：阿諾德·倫克
型式編號：RPCX-05K/S-LC
阿諾德·倫克專用的Knightmare Frame。Valpnir被新不列顛尼亞帝國回收後強化升級的形態。
Fleipnir
駕駛員：希斯．洛特
型式編號：RPCX-05K/W
希斯．洛特專用的Knightmare Frame。主武器為兩支步槍。
Levyletaine
駕駛員：格蘭．卡克韋恩
型式編號：RPCX-06P/S1
格蘭．卡克韋恩專用的Knightmare Frame。主武器為兩柄大劍和一支步槍。最終被阿修駕駛的Zi-阿瑞斯奪去的兩柄大劍貫穿駕駛艙擊毀。
康登（Camden）
駕駛員：新不列顛尼亞帝國軍騎士
型式編號：RPI-221
新不列顛尼亞帝國的量產型Knightmare Frame。各方面性能在曉改之上。
洛基（Loki）
諾蘭德為了屠殺人類而命令史丹利開發的無人機。由諾蘭德駕駛的弗爾伯特直接操控。數量上能夠在三天之內屠殺全球所有人類。最終全機隨着弗爾伯特自爆而停止機能。合共造成了全球數十萬人死亡。

## DS游戏版机体
马（Equus）
DS版二周目登场的马型KMF。操纵者为帕利库斯·Rui·不列颠。《双貌的OZ》中提到维钦托利为该机的后续机型。
雕（Aquila）
DS版二周目登场的鸟型KMF。操纵者为基斯塔尔·Rui·不列颠。
皇权（Regalia）
DS版二周目登场的KMF。由雕和马合体组成，操纵者为基斯塔尔和帕利库斯。

## Lost Stories機體
蒼月
駕駛員：馬利奧·迪賽爾／瑪雅·迪賽爾
型式編號：Type-03B　全高／戰鬥重量：4.45m／8350kg
《Lost Stories》登場的KMF，由拉克夏塔與京都六家的研究小組開發、日本原創的Knightmare Frame，具備著相當於第七世代Knightmare的極高性能。之後ZERO交給馬利奧／瑪雅，成為馬利奧／瑪雅的專用機體。為月下的量產試作型機體。專用武器為「回旋刃薙刀」，左手的盾牌的末端為鈎爪，可作為近戰武器使用。相對於正面作戰的紅蓮貳式，本機傾向於遊擊作戰。
在1.5部的第4章中在第一次東京決戰後被不列顛尼亞帝國扣押位於橫濱的不列顛尼亞基地中，之後由卡蓮率領的黑色騎士團回收。
由於自第一次東京決戰後被扣押近一年，機體性能已落後於不列顛尼亞帝國的第八世代Knightmare，之後經加苅莎維多莉之手升級改造為空明蒼月。
空明蒼月
駕駛員：馬利奧·迪賽爾／瑪雅·迪賽爾
型式編號：Type-03B／F1　全高／戰鬥重量：4.60m／9340kg
《Lost Stories》登場的KMF，是蒼月的強化型態（第八世代），裝備加苅莎維多莉新開發的各種裝備，首先是可以進行空中戰鬥的可翔翼。左臂的盾牌追加了能釋放閃電的「超電雷擊」。在馬利奧／瑪雅的高超駕駛技術的加持下，即使面對圓桌騎士也不落下風。最終在嚮團殲滅戰中被突然出現的抹大拉重創後被對方捕獲。
鐘擺（Pendulum）
駕駛員：馬利奧·迪賽爾／瑪雅·迪賽爾
型式編號：DMX-V01　全高／戰鬥重量：4.52m／7020kg
《Lost Stories》登場的KMF，馬利奧／瑪雅的專用機。由迪賽爾公司自設的地下工場秘密開發的機體。最大特徵是轉輪手臂。在神根島上空與兩名圓桌騎士駕駛的專用機加拉哈德、佛羅倫斯交戰也不居下風，其後更把大不列顛尼亞號擊沉。在魯路修登基後，由卡美洛機關強化升級，在討伐以艾爾格蘭特為首的叛軍展現出凌駕第七世代Knightmare的強大性能。
在第三部中因缺乏妥善維修的緣故受到重創而被對方捕獲。之後經被魯路修以Geass操控的齊爾茨斯庫蒙王國士兵之手緊急修復﹙裝上了曉的頭部和薩瑟蘭的左手 ﹚。成功逃出後經黑色騎士團之手全面修復和升級。
鐘擺．復活（Pendulum Resurrection）
駕駛員：馬利奧·迪賽爾／瑪雅·迪賽爾
型式編號：DMX-V01Re　全高／戰鬥重量：4.53m／8970kg
《Lost Stories》登場的KMF，是馬利奧／瑪雅的專用機鐘擺的強化型態。最大特徵是裝備了第九世代機體特有的能量翼。後來被升級成為鐘擺．復活。
鐘擺．Plus（Pendulum Plus）
駕駛員：馬利奧·迪賽爾／瑪雅·迪賽爾
《Lost Stories》登場的KMF，是馬利奧／瑪雅的專用機鐘擺．復活的強化型態。
抹大拉（Magdala）
駕駛員：卡莉·迪賽爾
型式編號：DMX-44S1　全高／戰鬥重量：4.52m／6800kg
《Lost Stories》登場的KMF，卡莉的專用機體。由迪賽爾公司自設的地下工場秘密開發的機體，因此並未向不列顛尼亞帝國登記。具備著相當於第七世代Knightmare的極高性能。每次出擊時，就會裝備新武器出擊。在位於靜岡的迪賽爾公司地下工場上空被鐘擺擊毀。後被暗中回收後升級，之後闖入魯路修和修內傑爾交戰的戰場。最終在靜岡上空因駕駛員卡莉被馬利奧／瑪雅射殺的緣故而被擊毀。
卡露拉．修．拉古瑪
駕駛員：娜迪拉
型式編號：KPS1-2s　全高／戰鬥重量：4.37m／9720kg
《Lost Stories》登場的KMF，娜迪拉的專用機體。那基特．修．梅因的兄弟機。雙肩裝備了抹大拉的武器。
後來與馬利奧／瑪雅駕駛的鐘擺．復活交鋒時，由於失去了夏姆娜的支援，最終被鐘擺．復活擊毀，駕駛員娜迪拉也因此陣亡。
蘭斯洛特GR（Lancelot GR）
駕駛員：樞木朱雀
型式編號：GRX-01z　全高／戰鬥重量：4.49m／6890kg
聯動活動《超王騎神God Rebellion》中出場，由嚴重損壞蘭斯洛特·征服者以備用零件修復的姿態，外型與武器與修復前並沒有分別，但安裝了最新型的動力源「叛逆發電機」，當感應到駕駛員的叛逆思想便可以與高文GR合體為「God Rebellion」。
加文GR（Gawain GR）
駕駛員：魯路修·蘭佩洛基、馬利奧·迪賽爾／瑪雅·迪賽爾
型式編號：GRX-01v　全高／戰鬥重量：6.57m／14570kg
聯動活動《超王騎神God Rebellion》中出場，由羅伊德以高文的設計數據為基礎而復元的Knightmare，外型與武器與修復前並沒有分別，但安裝了最新型的動力源「叛逆發電機」，當感應到駕駛員的叛逆思想便可以與蘭斯洛特GR合體為「God Rebellion」。
God Rebellion
駕駛員：樞木朱雀、魯路修·蘭佩洛基、馬利奧·迪賽爾／瑪雅·迪賽爾
型式編號：GRX-01　全高／戰鬥重量：6.66m／21460kg
聯動活動《超王騎神God Rebellion》中出場，蘭斯洛特GR和高文GR合體後的姿態。新武裝為「霸道大叛逆劍」。

## 外部連結
- （日語） Lost Colors官方網站（页面存档备份，存于）
- （英文） Mecha of Code Geass（页面存档备份，存于）